# 單車俱樂部
單車俱樂部（英文：Bicycle Club；日文：バイシクルクラブ），是日本東邦出版於1985年創立，以自行車為主題的季刊（2019年以前為雙月刊），現為發行者ADDIX公司旗下品牌「FUNQ」的企劃出版品之一。
2008年至2019年間，由併購東邦的枻出版社在台灣所設立的樂活文化事業，推出國際中文版；2020年起，改由中華民國自行車騎士協會接手翻譯與發行。

## 資料來源
1. 1 2  . 2021-11-20  [2025-02-06]. （原始内容存档于2025-02-06） （日语）.
2. 1 2  國家圖書館「館藏目錄查詢系統」。